# Истья (приток Нары)
И́стья — река в Московской и Калужской областях России, правый приток Нары.
Берёт начало западнее города Наро-Фоминска, в пределах Подмосковья находится 11-километровый отрезок русла:465. Впадает в Нару у села Тарутино Жуковского района Калужской области.
Длина — 56 км (по другим данным — около 50 км), площадь водосборного бассейна — 320 км². Равнинного типа. Питание преимущественно снеговое. Замерзает в середине ноября, вскрывается в середине апреля:7—8. Несмотря на заселённость её берегов, Истья живописна, и туристы часто выбирают её в качестве отправной или конечной точки своих походов по среднему течению Нары или Боринки.
На берегу реки рядом с деревней Воробьи расположен парк птиц «Воробьи».
По данным государственного водного реестра России, относится к Окскому бассейновому округу. Речной бассейн — Ока, речной подбассейн — бассейны притоков Оки до впадения Мокши, водохозяйственный участок — Нара от истока до устья.